# Jürgen Stürzkober
Jürgen Stürzkober (* 20. Juni 1936 in Berlin) ist ein ehemaliger deutscher Politiker (FDP).

## Leben
Stürzkober absolvierte eine Lehre als Rechtsanwalts- und Notariatsgehilfe und arbeitete anschließend als Bürovorsteher.
1966 wurde er Mitglied der FDP und war von 1967 bis 1971 Mitglied des Abgeordnetenhauses von Berlin.